# Ferdinand Fellner der Jüngere

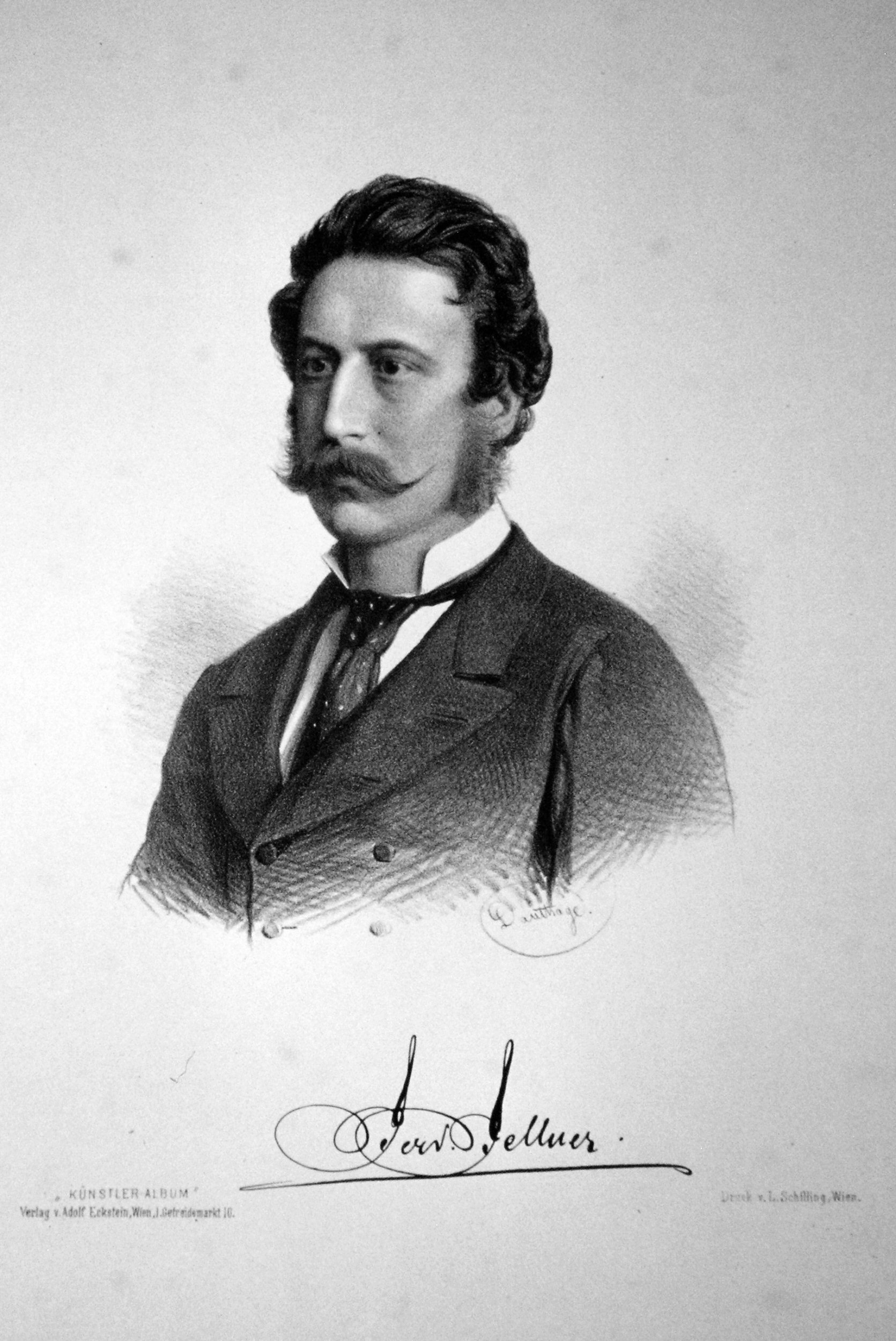
Ferdinand Fellner d. J., Lithographie von Adolf Dauthage, um 1880

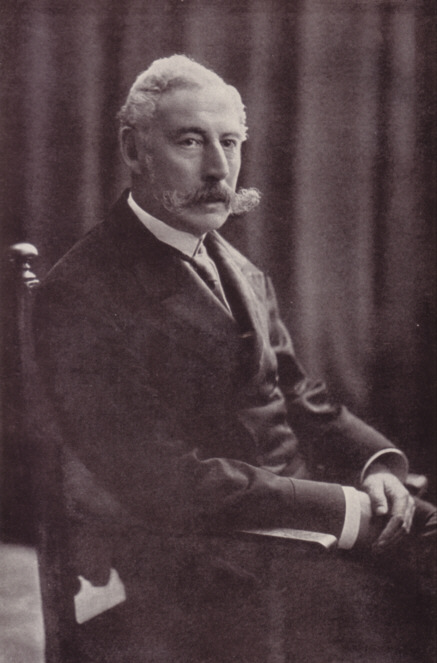
Ferdinand Fellner, ca. 1909

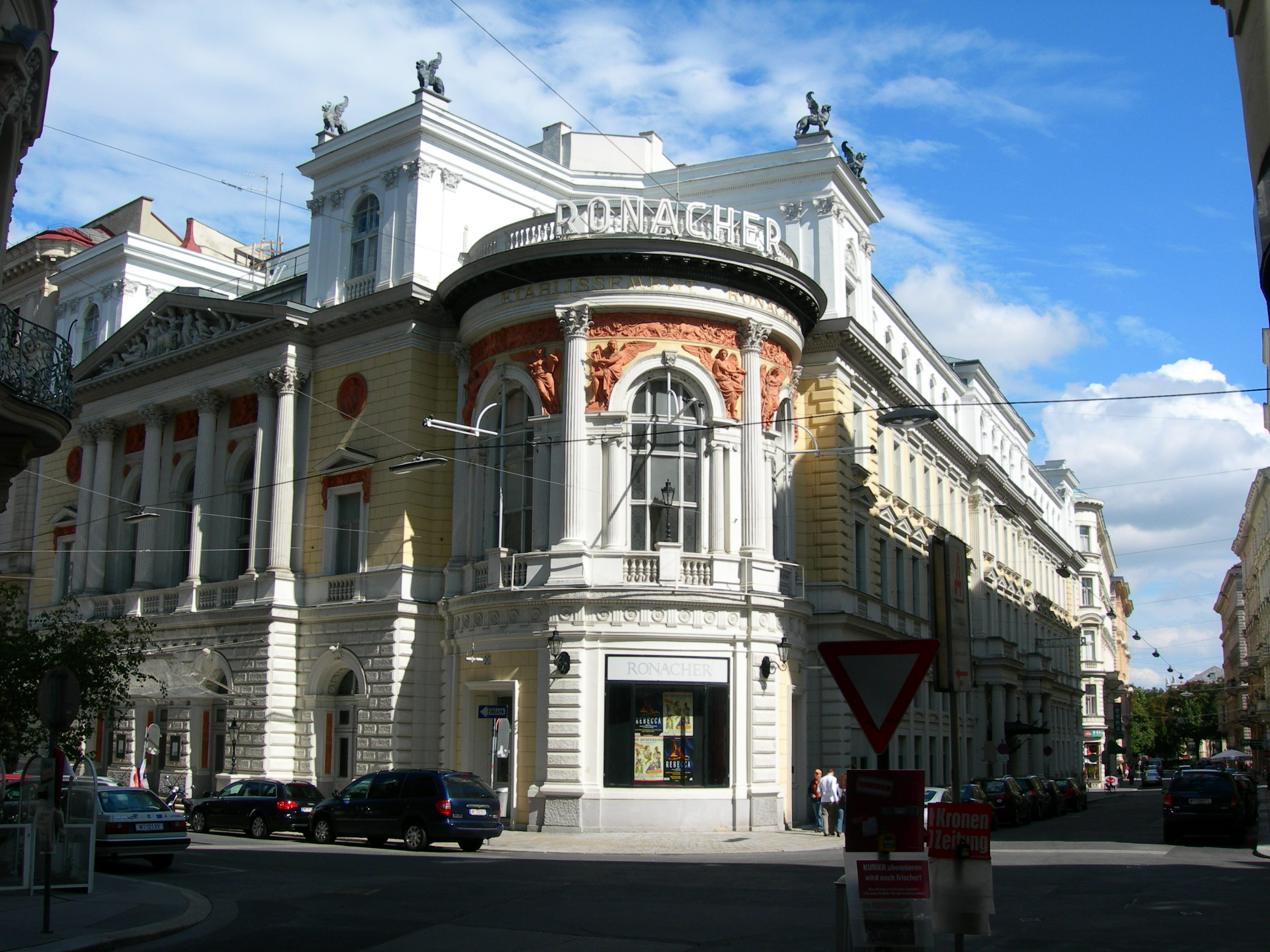
Wien, Etablissement Ronacher

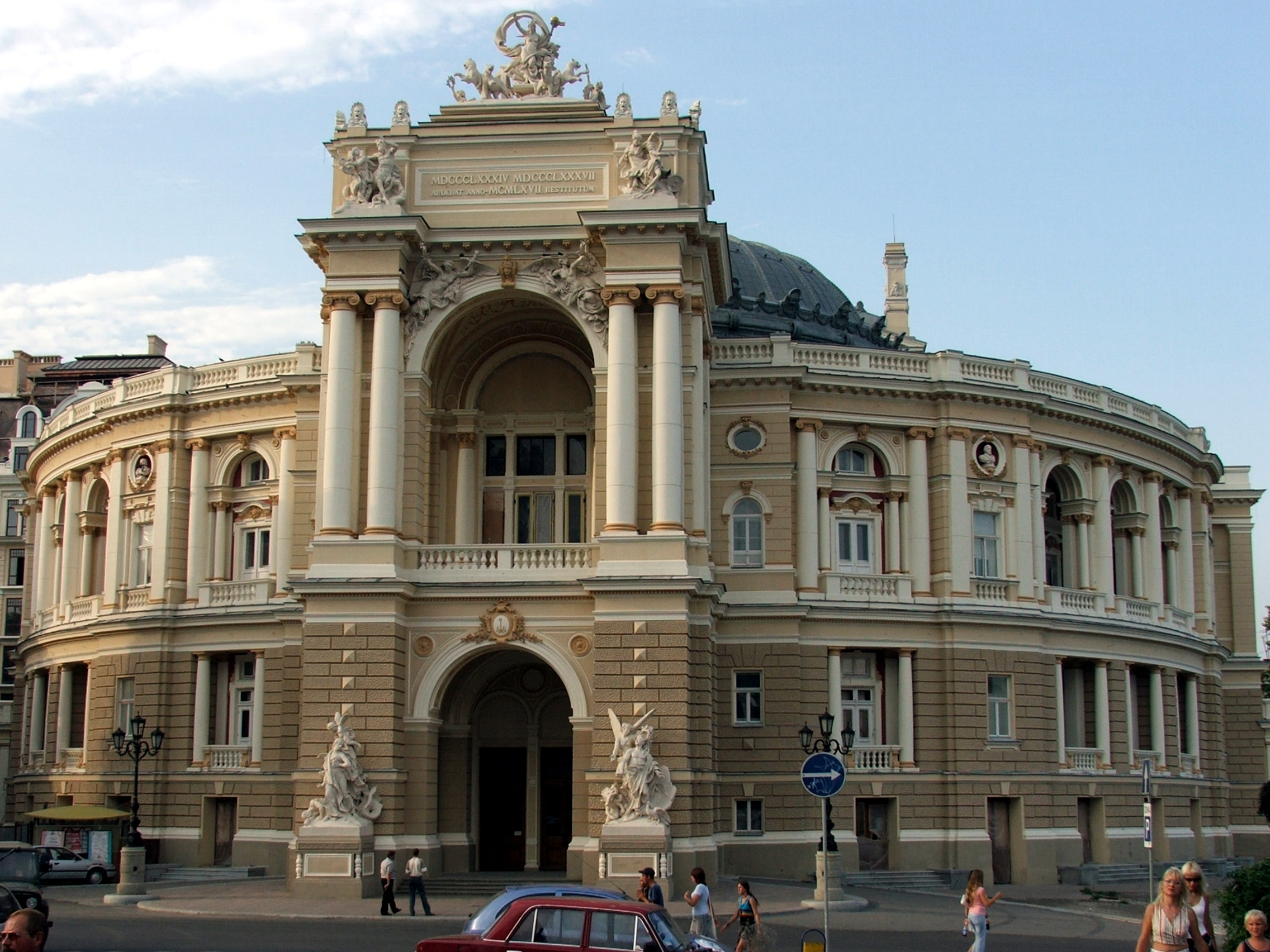
Odessa, Opernhaus

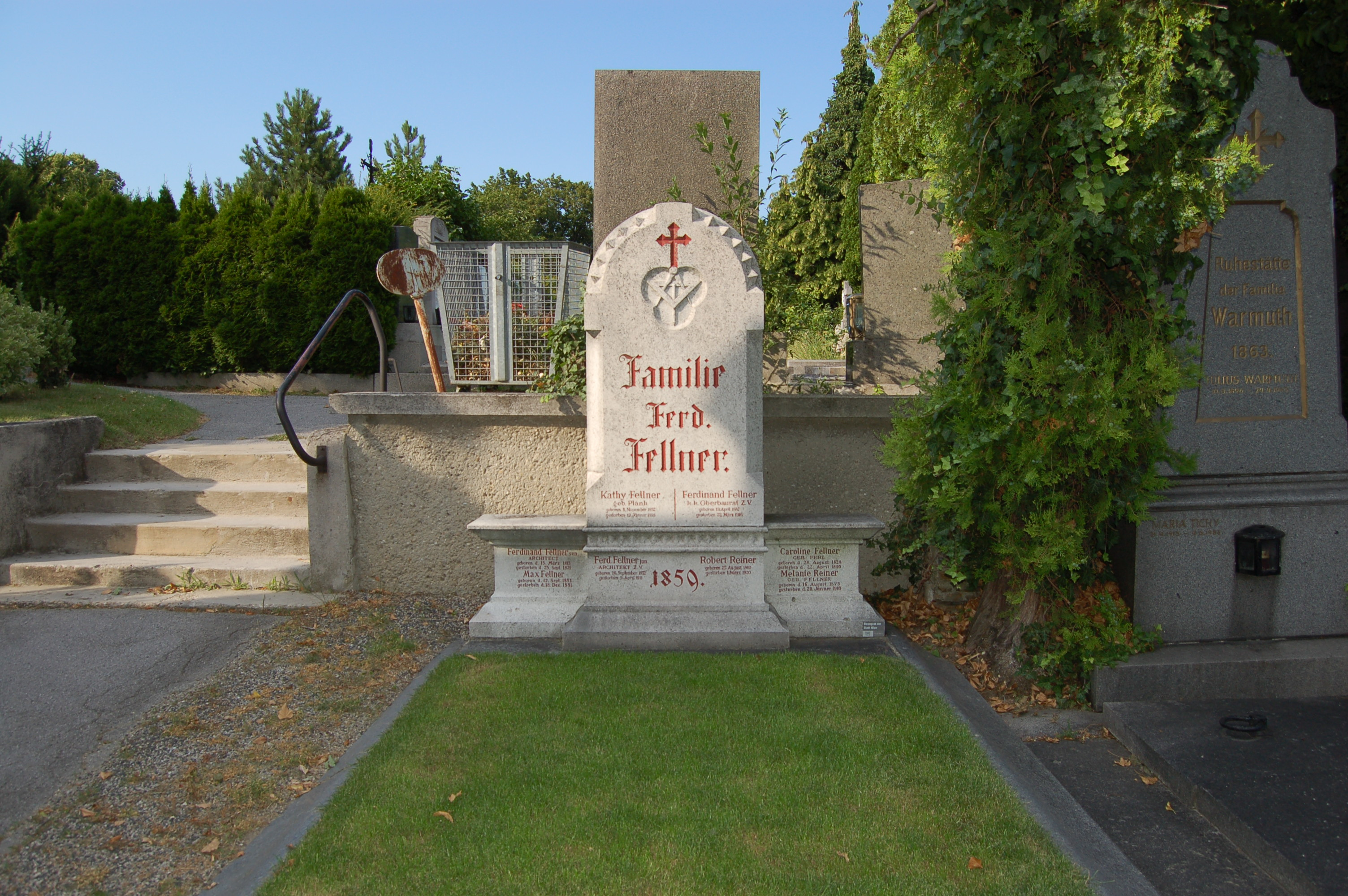
Grabmal Fellners auf dem Grinzinger Friedhof

Ferdinand Fellner der Jüngere (* 19. April 1847 in Wien; † 22. März 1916 ebenda) war ein österreichischer Architekt.

## Leben
Ferdinand Fellner war der Sohn des Baumeisters und Architekten Ferdinand Fellner des Älteren (1815–1871). Nach einem abgebrochenen Studium an der Technischen Hochschule Wien arbeitete er in dessen Atelier. 1870 entstand als erster selbständiger Bau das Interimstheater in Brünn. Nach dem Tod seines Vaters führte er auch dessen Aufträge weiter, wie etwa das Wiener Stadttheater, das aber 1884 abbrannte.
1873 bildete er mit seinem ehemaligen Mitschüler Hermann Helmer eine Architektengemeinschaft. Das Büro Fellner & Helmer wurde zum bedeutendsten Erbauer von Theatern in der österreich-ungarischen Doppelmonarchie. Dabei kam Fellner sein Naheverhältnis mit dem späteren Burgtheaterdirektor Heinrich Laube zugute. Er ließ seine Bauten auch immer von bedeutenden österreichischen Künstlern, wie zum Beispiel Gustav Klimt ausstatten. Sein bedeutendster Theaterbau war das Deutsche Volkstheater in Wien. 1903 wurde er zum k.k. Oberbaurat ernannt.
Mit seiner Frau Katharina hatte er zwei Kinder, die beide noch vor ihm starben: Ferdinand, genannt „Ferry“, (1872–1911) und Melanie (1873–1909). Zu ihrem Andenken schuf er Stiftungen an der Technischen Hochschule Wien und der Zentralvereinigung der Architekten.
Ferdinand Fellner der Jüngere ist in einem ehrenhalber gewidmeten Grab auf dem Grinzinger Friedhof (Gruppe MR, Nummer 21) beigesetzt. 1963 wurde die Fellnergasse in Wien-Donaustadt nach ihm benannt.

## Ausgewählte Werke
- Volkstheater in Wien (1873–1893)
- Universitätssternwarte Wien (1874–1878)
- Theater Augsburg (1876–1877)
- Warenhaus Thonet (1884)
- Margaretenhof (1885)
- Königliches Freistädtisches Theater in Pressburg, heute Slowakisches Nationaltheater in Bratislava (eröffnet 1886)
- Stefaniewarte auf dem Kahlenberg (1887)
- Opernhaus Odessa (1887)
- Wiener Stadttheater (1884) sowie dessen Nachfolgebau Etablissement Ronacher (1888)
- Preußisches Hoftheater Wiesbaden (1894)
- Konzerthaus Ravensburg (1896/1897)
- Kaiser-Franz-Joseph-Theater (Stadttheater) in Berndorf (Niederösterreich) (1897/1898)
- Deutsches Schauspielhaus in Hamburg (eröffnet 1900)
- Hauptfassade des Theaters an der Wien (1902)
- Bulgarisches Nationaltheater „Iwan Wasow“ in Sofia (1905–1906)
- Wiener Konzerthaus (1913)
- Schloss in Antoniny der Familie Potocki in der Ukraine, zerstört in August 1919

Zur Geschichte und zu den Bauten des Büros Fellner & Helmer, Literatur und Weblinks siehe auch: Büro Fellner & Helmer